# Aeroporto Internacional de Atlanta Hartsfield-Jackson
O Aeroporto Internacional Hartsfield-Jackson Atlanta (em inglês:  Hartsfield–Jackson Atlanta International Airport) ou Aeroporto Internacional de Atlanta (IATA: ATL, ICAO: KATL, FAA: ATL), situa-se nos arredores da cidade de Atlanta, Geórgia e é considerado o aeroporto mais movimentado do mundo - segundo um levantamento anual do Airports Council International (ACI) feito em 2016, o Hartsfield-Jackson recebeu mais de 104 milhões de passageiros, 10 milhões de pessoas a mais do que o registrado no Aeroporto Internacional de Pequim. A capacidade de receber voos foi aumentada para 40% para assegurar o crescimento do aeroporto.
O aeroporto serve como um hub principal das empresa aéreas Delta Airlines e Southwest Airlines.